# Нишавски окръг
Нишавският окръг (на сръбски: Нишавски округ или Nišavski okrug) е разположен в Централна Сърбия, в югоизточната част на Сърбия, с площ от 2729 км2. Населението му през 2011 година е 376 319 души. Негов административен център е град Ниш.

## География
Нишавският окръг е разположен в долината на река Нишава, откъдето идва и името му. Окръгът е част от областта Поморавие (по името на друга голяма река, преминаваща през окръга, а именно река Българска Морава или наричана още Южна Морава), която до края на 19 век има предимно български характер. Поради географското си и стратегическо местоположение през територията на Нишавския окръг преминават 2 важни магистрали — за Солун и София.
Климатът е умереноконтинентален със средна годишна температура от 11,2 °C. Зимата е студена, а лятото — горещо.

## Административно деление
Нишавският окръг се състои от 7 общини:
- Град Ниш (дели се на пет градски общини)
  - Градска община Медияна
  - Градска община Нишка баня
  - Градска община Палилула
  - Градска община Пантелей
  - Градска община Цървени кръст
- Община Алексинац
- Община Гаджин хан
- Община Долевац
- Община Мерошина
- Община Ражан
- Община Свърлиг

## История
През продължителни периоди от Средновековието областта около Ниш е в границите на българската държава. През 14 век е включен в състава на Сърбия, а по-късно — в Османската империя. След идването на османците Ниш е център на пашалък, а по-късно — и център на епархия на Българската екзархия.
До средата на 19 век населението на Ниш и околността е предимно българско. Институциите, създадени от българите в града, са училище, читалище и българска община. Със Санстефанския договор Ниш е присъединен към Кралство Сърбия. През следващите десетилетия голям брой българи напускат града, други са асимилирани, а с урбанизацията през 20 век Ниш и околността придобива предимно сръбски характер.

## Население
В окръга живеят 382 461 души според последното преброяване в Сърбия от 2002 година. Според етническата си принадлежност населението има следния състав:
- сърби – 360 941 д.
- черногорци – 1018 д.
- македонци – 897 д.
- югославяни – 868 д.
- българи – 866 д.
- мюсюлмани по националност – 155 д.
- албанци – 134 д.
- горани – 90 д.
- други – 102 д.

## Икономика
Преобладаващите отрасли в икономиката на Нишавския окръг са електрониката, тютюневата промишленост, машиностроенето и текстилната промишленост.

## Култура
В административния център на окръга град Ниш се намира главната културна забележителност на региона. В старата част на Ниш е разположена Нишката крепост - най-добре запазената крепост на Балканите, датираща от 17 век. Край града се намира Челе кула, построена от турците, в която са взидани черепите на въстаниците, загинали край Чегър през 1809 г.